# Targinos
Targinos é um distrito do município brasileiro de Canindé, no interior do estado do Ceará. Segundo o censo demográfico de 2022, realizado pelo Instituto Brasileiro de Geografia e Estatística (IBGE), sua população era de 3 232 habitantes e havia 1 067 domicílios particulares permanentes ocupados.
De acordo com o IBGE, em 2010 a população era de 3 544 habitantes e havia 1 081 domicílios particulares.
Foi criado antes de 1935, quando se chamava Campos. Pelo decreto estadual nº 1.533 de 24 de abril deste ano passou a se chamar Ipueiras dos Targinos. Foi renomeado para Targinos pelo decreto estadual nº 448 de 20 de dezembro de 1938.